# 東広島橋
東広島橋（ひがしひろしまばし）は、広島県広島市の京橋川に架かる道路橋。

## 概要
広島市道駅前吉島線（駅前大通り）筋にある、広島駅から駅前大橋の次に渡る橋。
西へ行くと広島市道比治山庚午線（平和大通り）をアンダーパスする田中町トンネル、もう少し行くと広島東警察署がある。
上流に柳橋、下流に平和大通り筋の鶴見橋がある。
1949年（昭和24年）、広島平和記念都市建設法が公布・施行され、戦災復興事業として整備が決定、1959年（昭和34年）に架橋される。交通量増大に伴う増幅員化と老朽化により架け替えが決定、1999年（平成11年）に現在のものに架け替えられた。

## アクセス
東広島橋から南西方向の駅前通り沿いに「平塚町」バス停があり、広電バス・広島バスが停車する。
平塚町 バス停（駅前通り 南行き 田中町方面 / 保健所東方面）
- 102 エキまちループ 右回り（広電バス・広島バス） 田中町・本通り方面
- 103 エキまちループ（広電バス・広島バス） 田中町・市役所前方面 平日朝のみ
- 50 東西線（広島バス） 保健所東・御幸橋・舟入南方面

平塚町 バス停（駅前通り 北行き 稲荷町・広島駅方面）
- 101 エキまちループ 左回り（広電バス・広島バス） 広島駅方面
- 50 東西線（広島バス） 広島駅方面